# Ломанова, Галина Дмитриевна
Галина Дмитриевна Ломанова (в замужестве Тенуева, 1920—1994) — советская лётчица, участница Великой Отечественной войны; одна из девяти женщин-авиаторов, награждённых орденом Александра Невского.

## Биография
Родилась 11 ноября 1920 года.
В Красной армии — с 1941 года. Участница Великой Отечественной войны с апреля 1943 года. Начала воевать на Северо-Кавказском фронте, затем находилась на Западном, 3-м Белорусском и 1-м Прибалтийском фронтах. Гвардии лейтенант 125-го гвардейского бомбардировочного авиационного полка 3-й воздушной армии, командир звена, входившего в авиаэскадрилью, которой командовала гвардии капитан Ольга Митрофановна Шолохова.
Экипаж Ломановой Г. Д.:
- Ломанова Галина Дмитриевна — командир звена.
- Сергеева Евгения Прокофьевна — штурман.
- Степанова Зинаида Николаевна[4] — штурман.
- Тихий Василий Иванович — воздушный стрелок-радист.
- Цитриков Степан Илларионович — воздушный стрелок-радист.
- Карпутин Николай Сергеевич — техник.
- Пантелят Илья Юдович — механик авиационный старший.
- Сергеев Юрий Григорьевич — механик авиационный старший.
- Жедяевская Галина Дмитриевна — механик.
- Киндюхин Иван Никитич — моторист.
- Озимина Мария Петровна — мастер по авиавооружению.

Всего совершила 49 боевых вылетов на самолёте Пе-2, была ранена. С 1944 года — кандидат в члены ВКП(б).
Была награждена орденами Александра Невского (1944), Красного Знамени (1945), Отечественной войны 2-й (1943) и 1-й (1985) степеней, а также медалями, в числе которых медаль «За отвагу» (1943), «За оборону Кавказа», «За взятие Кенигсберга», «За победу над Германией».